# نيوزفاير
نيوزفاير (إنجليزية : NewsFire) هو قارئ موجزات آر إس إس كتبه ديفيد واتانابي ليعمل على نظام تشغيل أو إس 10. البرنامج يدعم صيغة أتوم وآر إس إس بالإضافة لملفات البودكاست. من خصائص نيوزفاير إمكانية تصنيف روابط الخلاصات، توفير خاصية المنتديات، المجموعات الذكية وخاصية البحث بالإضافة إلى توافقه مع برنامج iTunes وبرنامج Spotlight وبرامج تحرير المدونات. يمكن لنيوزفاير أيضاً أن يقوم باستيراد أو تصدير قائمة مدونات مفضلة blogroll من وإلى ملفات XML ذات الملحق (أو بي إم إل).
في اقتراع ل Mac Os X Hints تم إجرائه في الخميس 17 مارس 2005، حاز نيوزفاير على 14.2% من مجمل الأصوات بواقع 121 صوت مما يجعل منه ثاني أكثر قارئات خلاصات ال RSS لنظام Mac OS X شعبية بعد برنامج NetNewsWire.
البرنامج مجاني الاستخدام مع قيود مشروطة، يمكن شراء النسخة الأصلية الكاملة بمبلغ 20 دولار.
تتطلب إصدارة NewsFire 1.3 نسخة نظام Mac OS X 10.4 أما إصدارة NewsFire 1.1 فكانت أخر إصدارة تعمل على نسخة Mac OS X 10.3.

## وصلات خارجية
- الموقع الرسمي لبرنامج نيوزفاير.
- مدونة مطور البرنامج.
- نقد MacWorld للبرنامج.
- تصويت Mac OS X Hints على أفضل برنامج لقراءة خلاصات RSS.